# Manastir, Haskovo
Manastir (în bulgară Манастир) este un sat în comuna Haskovo, regiunea Haskovo,  Bulgaria. 

## Demografie
Componența etnică a satului Manastir
     Bulgari (58,55%)
     Romi (3,6%)
     Turci (36,93%)
     Nicio identificare (0,9%)
La recensământul din 2011, populația satului Manastir era de 222 locuitori. Din punct de vedere etnic, majoritatea locuitorilor (58,55%) erau bulgari, existând și minorități de turci (36,93%) și romi (3,6%). Pentru 0,9% din locuitori nu este cunoscută apartenența etnică.